# Cape Bay (zatoka u wybrzeży Cape LaHave Island)
Cape Bay – zatoka (ang. bay) w kanadyjskiej prowincji Nowa Szkocja, w hrabstwie Lunenburg, u wybrzeży wyspy Cape LaHave Island; nazwa urzędowo zatwierdzona 2 lipca 1953.